# Uda-Clocociov
Uda-Clocociov – wieś w Rumunii, w okręgu Teleorman, w gminie Uda-Clocociov. W 2011 roku liczyła 778 mieszkańców.